# 더 나은 삶 지수

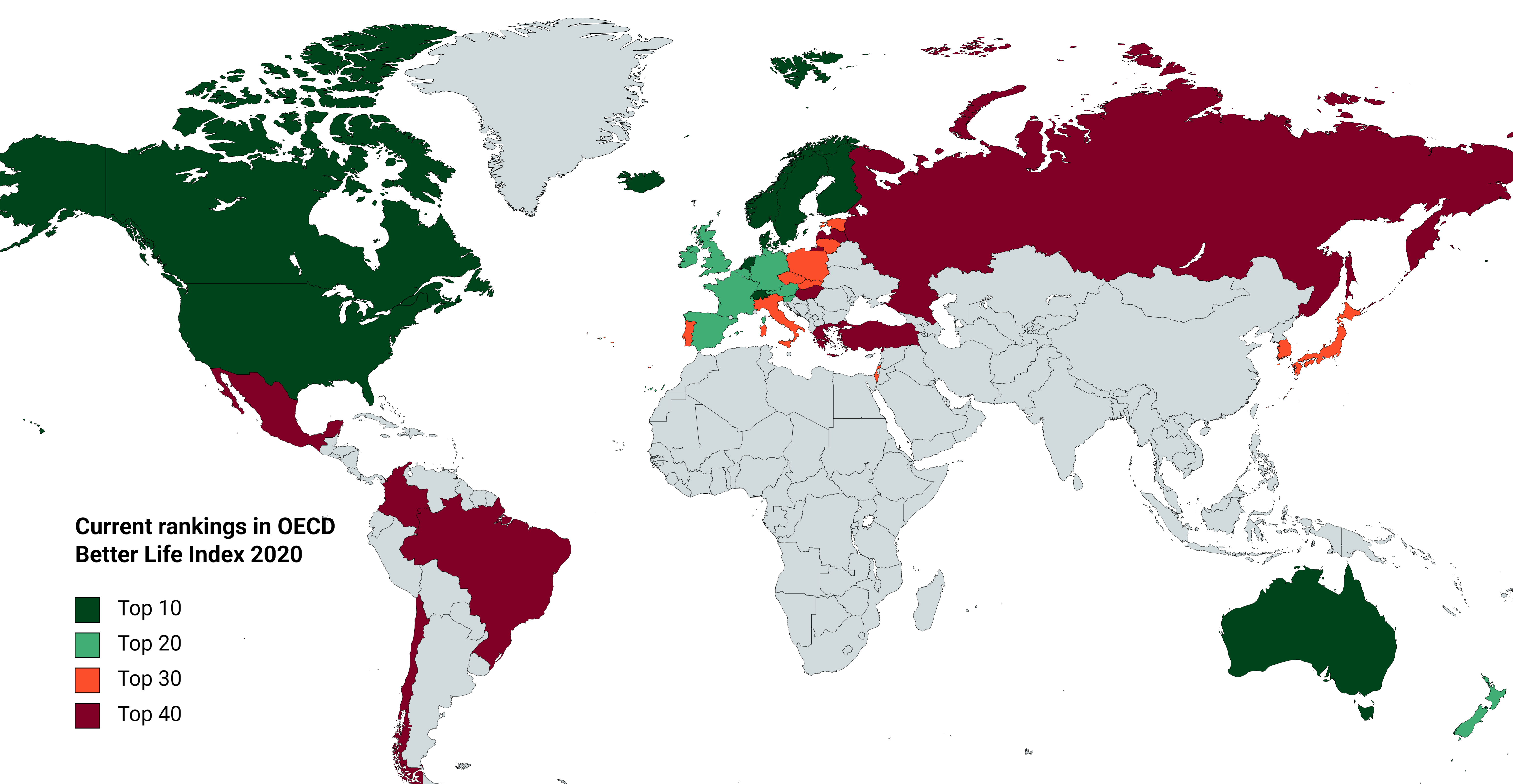
더 나은 삶 지수 (2020)

더 나은 삶 지수(Better Life Index)는 OECD에서 웰빙의 정도를 평가한 지수이다.

## 순위

### 2017년 순위
OECD의 2017년 더 나은 삶 지수는 다음과 같다.
| 순위 | 나라              |
| ---- | ----------------- |
| 1    | 호주              |
| 2    | 덴마크            |
| 3    | 오스트레일리아    |
| 4    | 스웨덴            |
| 5    | 캐나다            |
| 6    | 스위스            |
| 7    | 아이슬란드        |
| 8    | 미국              |
| 9    | 핀란드            |
| 10   | 네덜란드          |
| 11   | 뉴질랜드          |
| 12   | 벨기에            |
| 13   | 독일              |
| 14   | 룩셈부르크        |
| 15   | 아일랜드          |
| 16   | 영국              |
| 17   | 오스트리아        |
| 18   | 프랑스            |
| 19   | 스페인            |
| 20   | 슬로베니아        |
| 21   | 체코              |
| 22   | 에스토니아        |
| 23   | 일본              |
| 24   | 이스라엘          |
| 25   | 이탈리아          |
| 26   | 슬로바키아        |
| 27   | 폴란드            |
| 28   | 포르투갈          |
| 29   | 대한민국          |
| 30   | 라트비아          |
| 31   | 칠레              |
| 32   | 헝가리            |
| 33   | 러시아            |
| 34   | 브라질            |
| 35   | 그리스            |
| 36   | 튀르키예          |
| 37   | 멕시코            |
| 38   | 남아프리카 공화국 |

## 같이 보기
- 경제학
- 세계 평화 지수
- 그린GNP
- 국민총행복지수
- 지구촌행복지수
- 인간 개발 지수
- 인간 개발 보고서
- 밀레니엄 개발 목표
- Numbeo
- 심리측정학
- Where-to-be-born 인덱스
- 세계 가치관 조사